# Anti-Taurus
Pour les articles homonymes, voir Aladağ.
L'Anti-Taurus (turc : Aladağlar) est un massif montagneux de Turquie. La ville importante la plus proche est Niğde, au nord-ouest.
Il constitue le prolongement oriental des monts Taurus de Cilicie, et culmine à 3 756 m (mont Demirkazık) ; plusieurs sommets dépassent les 3 000 m.
Dans la province d'Adana, un district et sa principale ville principale portent également le nom d'Aladağ. La ville est située à moins de 40 km au sud-est du Demirkazık.

## Sommets principaux

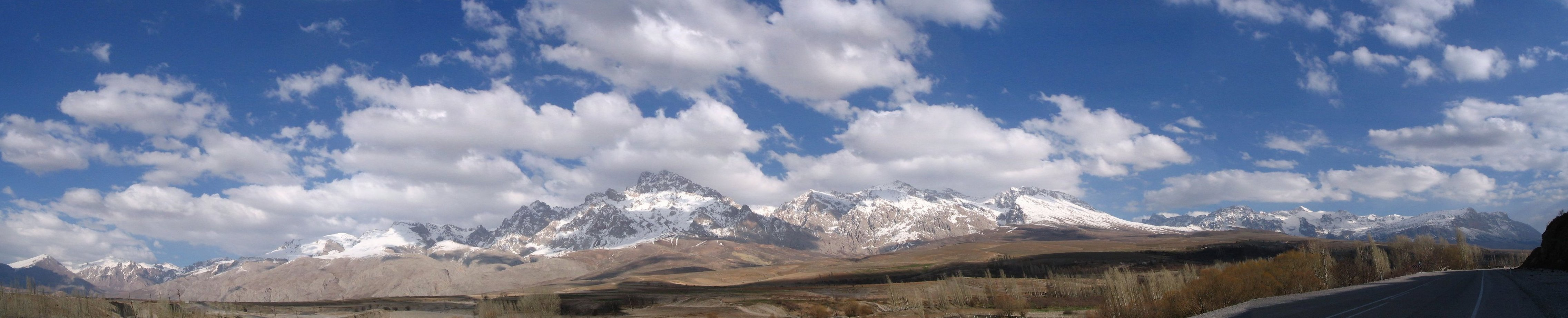
Vue panoramique des monts Aladağlar depuis leur côté ouest. Au centre, le Demirkazık.

- Demirkazık (3 756 mètres)
- Mont Düldül (2 246 mètres)